# Протеїновий батончик
Протеїнові батончики — це поживні батончики, які містять велику частку білка у відношенні до вуглеводів/жирів.

## Дієтичне призначення
Протеїнові батончики орієнтовані на людей, які в першу чергу хочуть зручного джерела протеїну, який не потребує приготування (за винятком зроблених вдома). Існують різні види поживних батончиків для різних цілей. Енергетичні батончики забезпечують більшу частину своєї харчової енергії (калорій) у вуглеводної формі. Їжо-замінні батончики призначені для заміни нутрієнтів. Протеїнові батончики, як правило, мають менше вуглеводів, ніж енергетичні батончики, менше вітамінів та нутрієнтів, ніж їжо-замінні батончики, і значно більше протеїну, ніж будь-який.
Протеїнові батончики в основному використовують спортсмени або любителі фізичних вправ для нарощування м'язів.

## Ніша протеїнових батончиків
Крім інших поживних речовин, людський організм потребує білка для побудови м'язів. У фітнесі та медичних сферах прийнято вважати, що білок після фізичних вправ допомагає нарощувати задіяні м'язи. Сироватковий білок — одне з найпопулярніших джерел білка, який використовується для спортивної ефективності. Інші джерела білка включають яєчний білок і казеїн. Веганські білкові батончики містять лише рослинні білки з таких джерел як горох, коричневий рис, конопля та соя.